# Chrysopteris glaucina
Chrysopteris glaucina là một loài thực vật có mạch trong họ Polypodiaceae. Loài này được (M. Martens & Galeotti) E. Fourn. miêu tả khoa học đầu tiên năm 1872.